# Rhynchosia erlangeri
Rhynchosia erlangeri är en ärtväxtart som beskrevs av Hermann August Theodor Harms. Rhynchosia erlangeri ingår i släktet Rhynchosia och familjen ärtväxter. Inga underarter finns listade i Catalogue of Life.